# Alessandro Monticciolo
Alessandro Monticciolo (Massa Marittima, 27 novembre 1976) è un allenatore di calcio ed ex calciatore italiano, di ruolo centrocampista.

## Carriera

### Calciatore
Ha esordito tra i professionisti nella Sassari Torres in Serie C2.
Ha fatto poi il suo debutto in Serie B nel 1997 con la Reggina dove rimase per un anno e mezzo, prima di passare al Cesena ancora nella serie cadetta.
In seguito gioca in Serie C1 con Ancona, Ascoli e Treviso (con queste due ultime squadre vince due campionati consecutivi, nel 2002 e 2003), poi ancora coi veneti torna a calcare i campi di Serie B e rimane ancora in categoria dopo essere passato di nuovo all'Ascoli.
Nel 2005 si trasferisce alla Lucchese in Serie C1, che per due stagioni lo cede in prestito nel mercato invernale (il primo anno all'Avellino in Serie B e il secondo al Taranto in Serie C1).
Successivamente continua a giocare in Serie C1 con Gallipoli, Juve Stabia e Paganese.
Dal gennaio 2010 gioca con il Legnano in Lega Pro Seconda Divisione dove disputa la finale play off contro lo Spezia segnando un goal nella finale.
Rimasto svincolato a giugno successivo, nell'inverno seguente passa alla Pistoiese  con cui rescinde il 3 febbraio seguente dopo solo una partita giocata. Il 2 dicembre 2011 è tesserato dal Pordenone con un contratto fino al termine della stagione.
Complessivamente ha collezionato 138 presenze (con 5 reti) in Serie B e 298 presenze con 11 reti in Serie C.

### Allenatore
Il 20 marzo 2014 subentra a Donato Ronci alla guida del Giulianova, compagine militante in Serie D. Nella stagione 2014-2015 allena la formazione degli Allievi nazionali del Grosseto mentre in quella seguente è collaboratore esterno di Marco Giampaolo all'Empoli. Sfumata la possibilità di prolungare la collaborazione con il tecnico abruzzese, passato alla Sampdoria, ritorna in pista nell'estate 2017 in Serie D per allenare la formazione sarda del San Teodoro, venendo esonerato il 19 dicembre. Nella stagione 2017-2018 ricopre il ruolo di allenatore in seconda di Vincenzo Vivarini all'Ascoli. Il 10 ottobre 2019 viene chiamato alla guida della Team Altamura. Al termine della stagione le parti comunicano l'interruzione del rapporto, per poi ricongiungersi il 21 settembre 2020.
Il 13 dicembre 2021 viene ingaggiato dal Casarano in Serie D, squadra che conduce alla salvezza.
Il 18 ottobre 2022 diviene il nuovo allenatore del Trapani, squadra inserita nel girone I di Serie D. Viene esonerato il 23 gennaio successivo.
Il 27 giugno 2023 la Gelbison, club campano di Serie D, comunica di avergli affidato la guida tecnica della prima squadra a partire dal 1º luglio. Il 26 novembre successivo, dopo la sconfitta casalinga contro il Rotonda e con la 6º in classifica a meno 8 punti dalla vetta, viene sollevato dall'incarico.
Il 3 luglio 2024 viene ufficialmente annunciato come nuovo allenatore  del Brindisi, appena retrocesso in Serie D. Il 22 settembre 2024, dopo aver raccolto 1 punto in 3 giornate e non aver siglato neanche una rete in 4 gare ufficiale, viene esonerato e sostituito da Nicola Ragno.

## Palmarès
- Campionato italiano di Serie C1: 3

Ascoli: 2001-2002
Treviso: 2002-2003
- Supercoppa di Serie C1: 2